# Enrique Sahagún
Eufronio Enrique Sahagún Santos (Valdearcos, 27 novembre 1943) è un ex ciclista su strada spagnolo.

## Palmarès
- 1969 (La Casera, due vittorie)

6ª tappa Vuelta a Guatemala (Città del Guatemala > Antigua Guatemala)
13ª tappa Vuelta a Guatemala (Quetzaltenango > Huehuetenango)
- 1970 (La Casera, una vittoria)

4ª tappa Vuelta a Levante
- 1974 (Monteverde, una vittoria)

2ª tappa, 1ª semitappa Tres Dias de Leganés (Leganés > Leganés)

## Piazzamenti

### Grandi Giri
- Giro d'Italia

1970: 38º
- Vuelta a España

1971: 13º
1972: 20º
1974: 51º

### Classiche monumento
- Liegi-Bastogne-Liegi

1972: 40º
1973: 50º